# János Dudás
János Dudás (13 de febrer de 1911 - 1979) fou un futbolista hongarès de la dècada de 1930.
Fou internacional amb Hongria, amb la qual disputà els Mundials de 1934 i 1938. Pel que fa a clubs, destacà al MTK Budapest FC.